# Mina Audemars

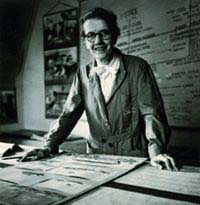
Mina Audemars

Mina Audemars (* 17. Januar 1883 in Genf; † 11. März 1971 ebenda; heimatberechtigt in Le Chenit) war eine Schweizer Pädagogin aus dem Kanton Genf.

## Leben

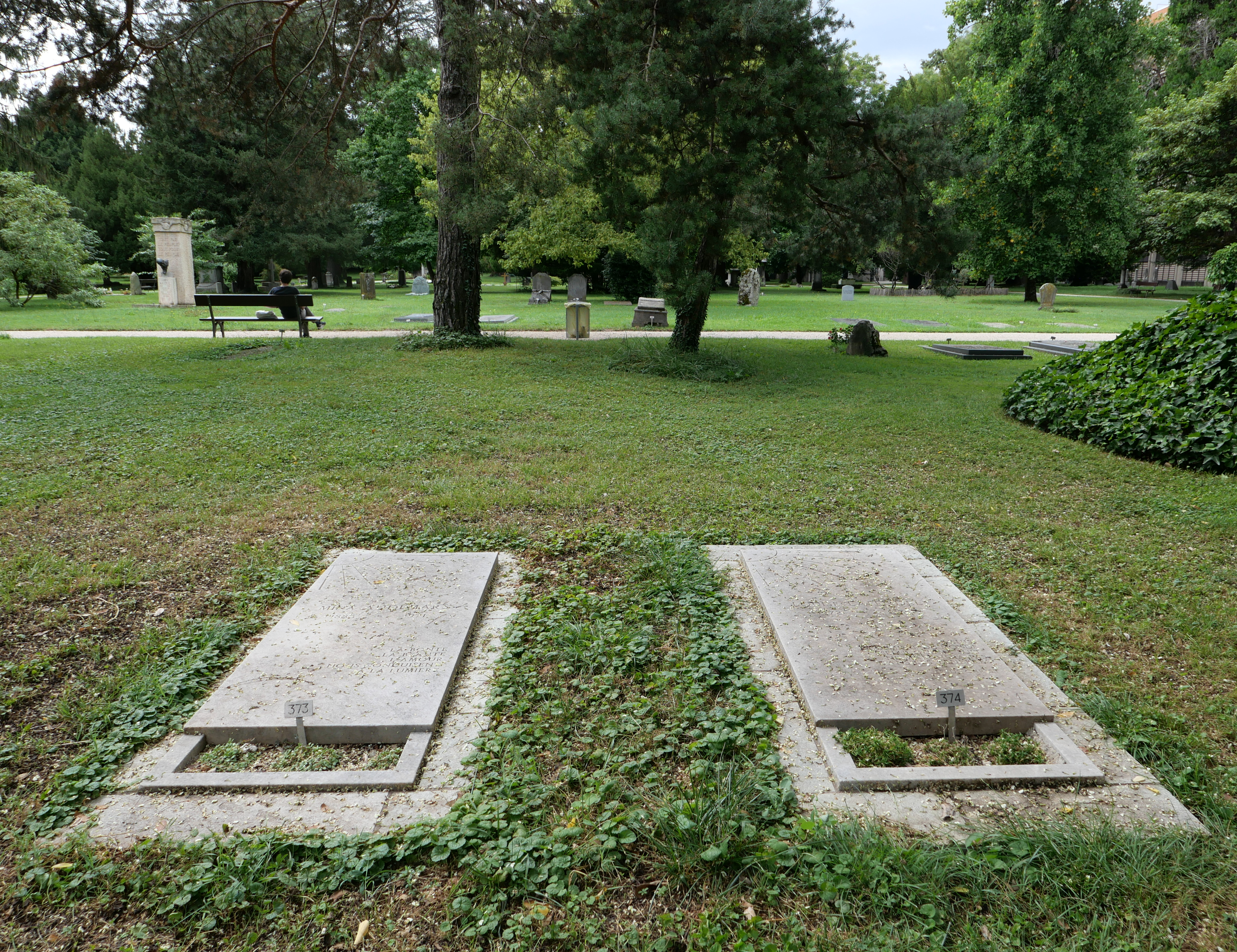
Das Grab von Audemars (links) neben dem ihrer Freundin Lafendel im Jahr 2024.

Mina Audemars war eine Tochter von Adrien Audemars, Uhrmacher, und Lucy Amélie Meylan. Sie arbeitete als Kindergärtnerin in Genf. Sie war Mitarbeiterin von Édouard Claparède. Dieser betraute sie im Jahr 1913 mit der Gründung und Leitung des Maison des Petits des Rousseau-Instituts, einer Genfer Versuchsschule. Sie bildete Kleinkindererzieherinnen aus. Audemars verdankt ihre Bekanntheit insbesondere ihrem neuartigen pädagogischen Ansatz. Sie versuchte, die Fähigkeiten der Kinder unter Ausnutzung der natürlichen Freude an der Entdeckung zu fördern. Sie war Autorin von Spielen erzieherischen Charakters.
Audemars wurde auf dem Cimetière des Rois begraben, der als Panthéon von Genf gilt, weil Bestattungen dort herausragenden Persönlichkeiten vorbehalten sind. Ihre langjährige Kollegin und gute Freundin Louise Lafendel (1872–1971), die nur drei Tage später verstarb, wurde neben ihr beigesetzt.

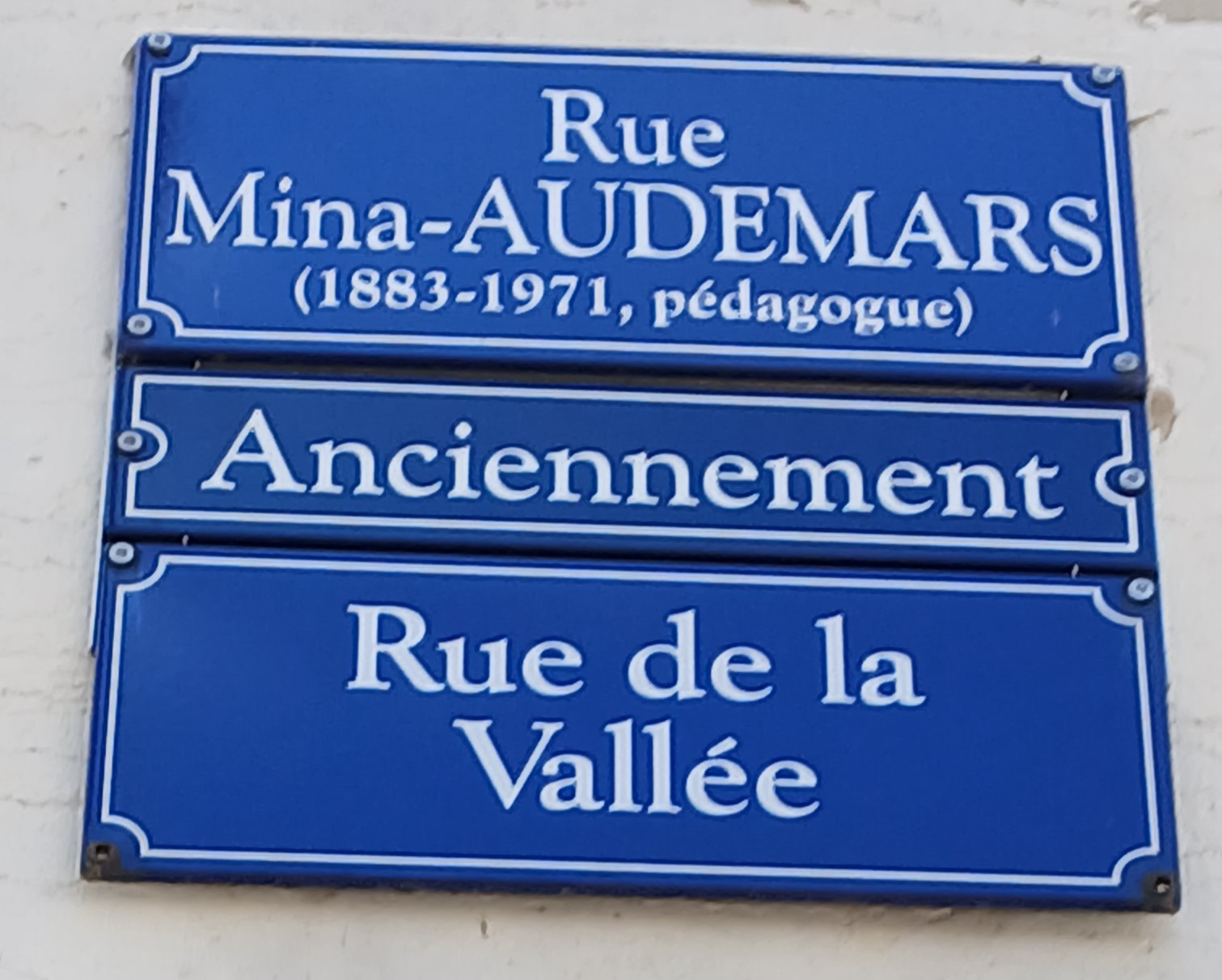
Straßenschild der Rue Mina-Audemars

Im Rahmen des 100Elles*-Projekts genehmigte der Genfer Staatsrat 2020 auf Antrag der Stadt Genf die Umbenennung der Rue de la Vallée in der Altstadt zum Gedenken an Audemars in Rue Mina-Audemars.

## Werke
- mit Louise Lafendel: Dessin pour les petits. Payot, Lausanne 1913.
- mit Louise Lafendel: La maison des Petits de l’Institut Jean Jacques Rousseau: Fondée en Novembre 1913. Rattachée aux Écoles officielles de Genève, Septembre 1922. Delachaux & Niestlé S.A., Neuenburg/Paris 1923.